# Château de Lavault
Le château de Lavault est situé sur la commune de Neuvy-Grandchamp dans le département de Saône-et-Loire.

## Historique
Le château est inscrit à l'Inventaire des Monuments historiques depuis le 11 juillet 1973.